# 공경은
공경은(1981년 5월 6일 ~)은 대한민국의 성우이다. 2010년 KBS 35기 공채 성우로 입사했으며 한국방송 성우극회 소속.

## 주요 출연작품

### 애니메이션
- 《별별가족》 (KBS)
- 《치링치링 시크릿 쥬쥬》 (재능TV) - 다이어리 / 바니 안경
- 《배틀 스피리츠 히어로즈》 (재능TV) - 나신우 / 고지호

### 애니메이션 영화
- 《언어의 정원》 - 유키노 유카리 / 타카오의 엄마
- 《슈퍼배드2》

### 영화
- 《꼬마 니콜라의 여름방학》 - 드조드조
- 《노트북》 (KBS) - 에스터(스타레타 듀포이스) / 듀크의 딸(메레디스 질리)
- 《노예 12년》 (KBS) - 일라이자 (아데페로 오두예)
- 《닥터 스트레인지》 - 개리슨(사라 말린) / 파텔(미라 사이얼)

### 외화
- 《경감 메그레》 (KBS) - 마기(케이티 라이온스) / 데니스의 딸(조피어 레아) / 기자
- 《셜록 시즌 4》 (KBS) - 어린 유러스(오너 니프시)
- 《신드바드》 (KBS) - 애브리아 (케이틴카 에그레스)
- 《언더커버》 (KBS) - 글렘(타마라 로렌스) / 줄리아(에인절 콜비)
- 《초한지》 (KBS) - 계도 (유소소)
- 《심야식당》 (채널W) - 가나 (셰프)

### 내레이션
- 《VJ특공대》 (KBS)